# Målskog säteri

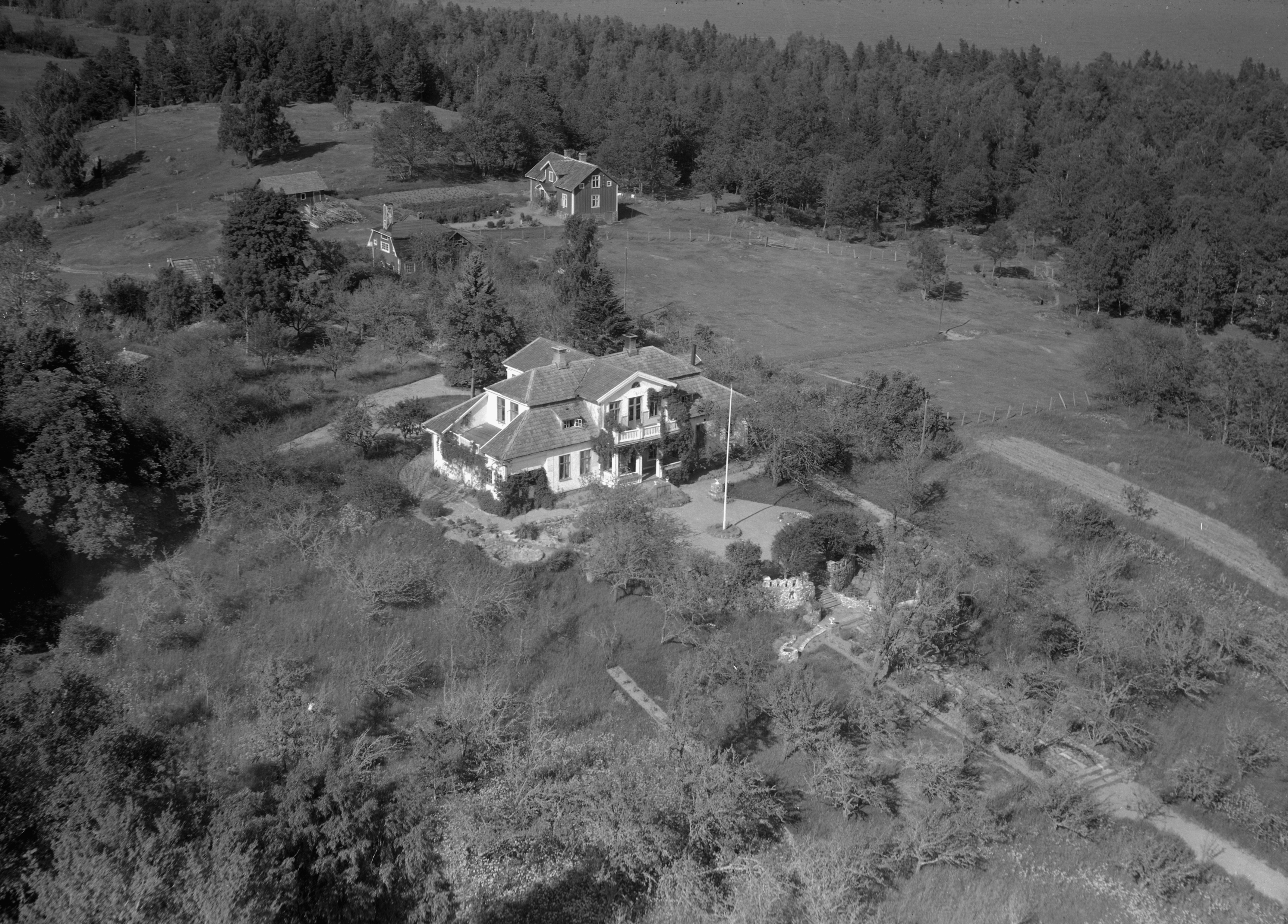
Flygfoto Målskogs säteri

Målskog säteri är ett säteri i Bankeryds socken, Tveta härad, beläget två kilometer sydöst Bankeryds kyrka.
Gården omnämns första gången 1389 som Malaskogh i samband med att lagmannen i Uppland Karl Ulfsson Sparre testamenterade egendomen till Alvastra kloster som själavgift för sin syster, sin son och sig själv. I samband med reformationen överfördes gården i kronans ägo. Den nuvarande huvudbyggnaden som är i två våningar uppfördes 1860 och innehåller 14 rum. Efter att Ernst Rosell köpte egendomen 1911 byggde han om huvudbyggnaden till det utseende det har i dag och han anlade en park framför huset med dammar och prydnader av natursten, i parken fanns ett växthus med exotiska och nyttoväxter. Grindarna i smitt järn som leder till husets uppfart bar inskriften I hela världen stor och trind är skönast inom hemmets grind. Genom egendomens mark löper pilgrimsleden Norra Sigfridsleden som startar vid Fiskebäcks kapell i Habo och går till Sofiakyrkan i centrala Jönköping. Vandringsleden går rätt förbi Målskogs stallbyggnad som numera inrymmer Bankeryds ridklubb.

## Ägarlängd
Efter att kronan 1652 frisläppte gården till försäljning kom den i överste Reinhold Liwe ägo som drev den fram till 1661 då Johan Printz köpte bondgården. I samband med att han avled 1663 ärvdes gården av dottern Gunilla Printz och hennes make ryttmästare Gustaf Gyllenpatron som ombildade jordbruket till ett säteri. Assessorn Nikolaus Sparman tog över gården 1670, det var under Sparmans tid säteriet började benämnas herrgård. Vid Sparmans död 1684 ärvde sonen Erik Sparrsköld gården och vid hans död 1698 övertog sonen Daniel Sparrsköld gården. Egendomen var förpantad och panten löstes 1709 av fältskären Jacob Stockman och landshövding Nils Lilliecreutz som omkring 1730 överlät egendomen till assessorn Johan Stenholm. Åren 1782—1797 ägdes egendomen av assessorn Peter Arnell och hans hustru Catharina Ehrenpreus. Kammarherren Peter August Lagerbielke med hustrun Jacquette Juliana Gyllenadler ägde gården 1870—1881. Egendomen såldes av Lagerbielke och 1908-1910 ägdes gården av Gustaf Adolf Carl Ramsay och hans hustru Nini Fredrika Cecilia Bergström som överlät egendomen till Ebba Ramsay. Den 20 maj 1911 undertecknade Ebba Ramsay ett köpebrev varvid järnhandlaren Ernst Rosell i Jönköping blev ägare till gården. Köpeskillingen utgjorde 50.000 kronor och från likviden avräknades villa Ryholm vid Bankeryds järnvägsstation till ett värde av 20.000 kronor. Villan bytte då namn till Fristaden och kom att användas av Ramsay som arbetshem för kvinnliga epileptiker. Järnhandlare Rosell hade blivit känd och omskriven i samband med Londonolympiaden 1908 då han erövrade guldmedaljen i skytte på löpande hjort. Sedan 1967 ägdes Målskog av Jönköpings kommun som sålde egendomen vidare på 2000-talet.

## Torp och backstugor
Under Målskog fanns soldattorpet 
Soldattorp nr 137 Skogslund beläget vid Kleven. Soldattorpet sorterade under första kompaniet på livkompaniet vid Jönköpings regemente. Dessutom fanns torpet Kleven, och sydost om gården torpet Ekelund samt backstugan Björkelund, vid gränsen i väster till Rickarp låg backstuga Grindstugan, även kallad ”Fattigkrog”.

## Kulturhistorisk lämningar
Registrerade på Riksantikvarieämbetet finns tre noteringar om forn- eller  kulturhistorisk lämningar. Grindstugan eller Fattigkrog är en plats med tradition, Kapten Elins grotta även benämnd Capitens kammare är en bergsgrotta med ingången högt upp i en brant bergssida samt Hästklippan  som är en plats med namn o tradition.